# 남위 41도
남위 41도는 적도로부터 남쪽으로 41도 떨어진 위선이다. 대서양, 인도양, 오스트랄라시아, 태평양, 남아메리카를 지난다. 이 위도에서의 일조시간은 하지일 때 15시간 8분, 동지일 때 9시간 13분이다.

## 지나가는 지역
남위 41도선은 본초 자오선에서 동쪽 방향으로 다음 지역들을 지나간다.
| 좌표                                                    | 국가, 지역, 해역 | 비고                                      |
| ------------------------------------------------------- | ---------------- | ----------------------------------------- |
| 남위 41° 0′ 동경 0° 0′  / 남위 41.000° 동경 0.000°      | 대서양           |                                           |
| 남위 41° 0′ 동경 20° 0′  / 남위 41.000° 동경 20.000°    | 인도양           |                                           |
| 남위 41° 0′ 동경 144° 37′  / 남위 41.000° 동경 144.617° | 오스트레일리아   | 태즈메이니아주                            |
| 남위 41° 0′ 동경 145° 45′  / 남위 41.000° 동경 145.750° | 인도양           | 배스 해협                                 |
| 남위 41° 0′ 동경 146° 59′  / 남위 41.000° 동경 146.983° | 오스트레일리아   | 태즈메이니아주                            |
| 남위 41° 0′ 동경 148° 20′  / 남위 41.000° 동경 148.333° | 태평양           | 태즈먼해                                  |
| 남위 41° 0′ 동경 172° 6′  / 남위 41.000° 동경 172.100°  | 뉴질랜드         | 남섬                                      |
| 남위 41° 0′ 동경 173° 0′  / 남위 41.000° 동경 173.000°  | 태평양           | 태즈먼 만                                 |
| 남위 41° 0′ 동경 173° 45′  / 남위 41.000° 동경 173.750° | 뉴질랜드         | 남섬                                      |
| 남위 41° 0′ 동경 174° 13′  / 남위 41.000° 동경 174.217° | 태평양           | 쿡 해협                                   |
| 남위 41° 0′ 동경 174° 56′  / 남위 41.000° 동경 174.933° | 뉴질랜드         | 북섬, 웰링턴                              |
| 남위 41° 0′ 동경 176° 7′  / 남위 41.000° 동경 176.117°  | 태평양           |                                           |
| 남위 41° 0′ 서경 73° 56′  / 남위 41.000° 서경 73.933°   | 칠레             | 로스라고스 – 양키우에 호(Llanquihue Lake) |
| 남위 41° 0′ 서경 71° 52′  / 남위 41.000° 서경 71.867°   | 아르헨티나       | 네우켄주 – 나우엘우아피호 리오네그로주    |
| 남위 41° 0′ 서경 65° 11′  / 남위 41.000° 서경 65.183°   | 대서양           | 산마티야스 만                             |
| 남위 41° 0′ 서경 64° 14′  / 남위 41.000° 서경 64.233°   | 아르헨티나       | 리오네그로주                              |
| 남위 41° 0′ 서경 62° 38′  / 남위 41.000° 서경 62.633°   | 대서양           |                                           |

## 같이 보기
- 남위 40도
- 남위 42도